# كسوف الشمس 27 ديسمبر 2084
سيحدث كسوف كلي للشمس في 27 ديسمبر 2084. يحدث كسوف الشمس عندما يمر القمر بين الأرض والشمس ، وبالتالي يحجب صورة الشمس كليًا أو جزئيًا عن مشاهد على الأرض. يحدث الكسوف الكلي للشمس عندما يكون القطر الظاهري للقمر أكبر من قطر الشمس ، مما يحجب كل ضوء الشمس المباشر ، ويحول النهار إلى ظلام. تحدث الكلية في مسار ضيق عبر سطح الأرض ، مع كسوف جزئي للشمس مرئي فوق المنطقة المحيطة بعرض آلاف الكيلومترات.

## الكسوفات ذات الصلة

### كسوف الشمس 2083-2087
هذا الكسوف هو جزء من سلسلة كسوف الشمس 2083-2087. يتكرر الكسوف في كل 177 يومًا تقريبًا و 4 ساعات في العقد المتناوبة من مدار القمر.
| مجموعات سلسلة كسوف الشمس من 2083 إلى 2087 | مجموعات سلسلة كسوف الشمس من 2083 إلى 2087 | مجموعات سلسلة كسوف الشمس من 2083 إلى 2087 | مجموعات سلسلة كسوف الشمس من 2083 إلى 2087 | مجموعات سلسلة كسوف الشمس من 2083 إلى 2087 |
| ----------------------------------------- | ----------------------------------------- | ----------------------------------------- | ----------------------------------------- | ----------------------------------------- |
| عقدة تصاعدية                              | عقدة تصاعدية                              |                                           | عقدة تنازلية                              | عقدة تنازلية                              |
| 118                                       | يوليو 15, 2083 جزئي                       | 123                                       | يناير 7, 2084 جزئي                        |                                           |
| 128                                       | يوليو 3, 2084 حلقي                        | 133                                       | ديسمبر 27, 2084 كلي                       |                                           |
| 138                                       | يونيو 22, 2085 حلقي                       | 143                                       | ديسمبر 16, 2085 حلقي                      |                                           |
| 148                                       | يونيو 11, 2086 كلي                        | 153                                       | ديسمبر 6, 2086 جزئي                       |                                           |
| 158                                       | يونيو 1, 2087 جزئي                        |                                           |                                           |                                           |

### ساروس 133
ساروس 133 ، يتكرر كل 18 عامًا ، 11 يومًا ، يحتوي على 72 حدثًا.
- بدأت السلسلة بكسوف جزئي للشمس في 13 يوليو 1219.
- تحتوي على كسوف حلقي من 20 نوفمبر 1435 حتى 13 يناير 1526 ،
- خسوف هجين في 24 يناير 1544.
- خسوفًا كليًا من 3 فبراير 1562 ، حتى 21 يونيو 2373.
- تنتهي السلسلة في العضو 72 ككسوف جزئي في 5 سبتمبر 2499.

كانت أطول مدة للمجموعة 6 دقائق و 49.97 ثانية في 7 أغسطس 1850. الكسوف الكلي لسلسلة ساروس هذه أصبحت أقصر وأصبحت أقصى الجنوب مع كل تكرار. تحدث جميع الكسوفات في هذه السلسلة عند عقدة القمر الصاعدة.
| تحدث أعضاء السلسلة 30-56 بين 1742 و 2211 | تحدث أعضاء السلسلة 30-56 بين 1742 و 2211 | تحدث أعضاء السلسلة 30-56 بين 1742 و 2211 |
| 30                                       | 31                                       | 32                                       |
| ---------------------------------------- | ---------------------------------------- | ---------------------------------------- |
| يونيو 3, 1742                            | يونيو 13, 1760                           | يونيو 24, 1778                           |
| 33                                       | 34                                       | 35                                       |
| يوليو 4, 1796                            | يوليو 17, 1814                           | يوليو 27, 1832                           |
| 36                                       | 37                                       | 38                                       |
| أغسطس 7, 1850                            | أغسطس 18, 1868 [الإنجليزية]              | أغسطس 29, 1886 [الإنجليزية]              |
| 39                                       | 40                                       | 41                                       |
| سبتمبر 9, 1904 [الإنجليزية]              | سبتمبر 21, 1922 [الإنجليزية]             | أكتوبر 1, 1940 [الإنجليزية]              |
| 42                                       | 43                                       | 44                                       |
| أكتوبر 12, 1958 [الإنجليزية]             | أكتوبر 23, 1976 [الإنجليزية]             | نوفمبر 3, 1994 [الإنجليزية]              |
| 45                                       | 46                                       | 47                                       |
| نوفمبر 13, 2012                          | نوفمبر 25, 2030 [الإنجليزية]             | ديسمبر 5, 2048                           |
| 48                                       | 49                                       | 50                                       |
| ديسمبر 17, 2066                          | ديسمبر 27, 2084                          | يناير 8, 2103                            |
| 51                                       | 52                                       | 53                                       |
| يناير 19, 2121                           | يناير 30, 2139                           | فبراير 9, 2157                           |
| 54                                       | 55                                       | 56                                       |
| فبراير 21, 2175                          | مارس 3, 2193                             | مارس 15, 2211                            |

### سلسلة تريتوس
هذا الكسوف هو جزء من دورة تريتوس ، يتكرر عند العقد المتناوبة كل 135 شهرًا متزامنًا (≈ 3986.63 يومًا ، أو 11 عامًا ناقص شهر واحد).
مظهرها وخط طولها غير منتظمين بسبب نقص التزامن مع الشهر غير الطبيعي (فترة الحضيض) ، لكن التجمعات المكونة من 3 دورات تريتوس (33 عامًا ناقص 3 أشهر) تقترب (≈ 434.044 شهرًا غير طبيعي) ، لذا فإن الكسوف متشابه في هذه التجمعات.
| أعضاء السلسلة بين عامي 1901 و 2100            | أعضاء السلسلة بين عامي 1901 و 2100            | أعضاء السلسلة بين عامي 1901 و 2100            | أعضاء السلسلة بين عامي 1901 و 2100 |
| --------------------------------------------- | --------------------------------------------- | --------------------------------------------- | ---------------------------------- |
| </img> </br>6 مارس 1905 </br> (ساروس 138)     | </img> </br> 3 فبراير 1916 </br> (ساروس 139)  | </img> </br> 3 يناير 1927 </br> (ساروس 140)   |                                    |
| </img> </br> 2 ديسمبر 1937 </br> (ساروس 141)  | </img> </br> 1 نوفمبر 1948 </br> (ساروس 142)  | </img> </br> 2 أكتوبر 1959 </br> (ساروس 143)  |                                    |
| </img> </br> 31 أغسطس 1970 </br> (ساروس 144)  | </img> </br> 31 يوليو 1981 </br> (ساروس 145)  | </img> </br> 30 يونيو 1992 </br> (ساروس 146)  |                                    |
| </img> </br> 31 مايو 2003 </br> (ساروس 147)   | </img> </br> 29 أبريل 2014 </br> (ساروس 148)  | </img> </br> 29 مارس 2025 </br> (ساروس 149)   |                                    |
| </img> </br> 27 فبراير 2036 </br> (ساروس 150) | </img> </br> 26 يناير 2047 </br> (ساروس 151)  | </img> </br> 26 ديسمبر 2057 </br> (ساروس 152) |                                    |
| </img> </br> 24 نوفمبر 2068 </br> (ساروس 153) | </img> </br> 24 أكتوبر 2079 </br> (ساروس 154) | </img> </br> 23 سبتمبر 2090 </br> (ساروس 155) |                                    |

### سلسلة ميتونيك
تتكرر السلسلة ميتونيك كل 19 عامًا (6939.69 يومًا) ، وتستمر حوالي 5 دورات. يحدث الكسوف في نفس تاريخ التقويم تقريبًا. بالإضافة إلى ذلك ، تتكرر سلسلة أكتون الفرعية 1/5 من ذلك أو كل 3.8 سنوات (1387.94 يومًا). تحدث جميع الكسوفات في هذا الجدول عند العقدة الصاعدة للقمر.  
| 21 من أحداث الكسوف بين 1 يونيو 2011 و 1 يونيو 2087 | 21 من أحداث الكسوف بين 1 يونيو 2011 و 1 يونيو 2087 | 21 من أحداث الكسوف بين 1 يونيو 2011 و 1 يونيو 2087 | 21 من أحداث الكسوف بين 1 يونيو 2011 و 1 يونيو 2087 | 21 من أحداث الكسوف بين 1 يونيو 2011 و 1 يونيو 2087 |
| مايو 31 – يونيو 1                                  | مارس19–20                                          | يناير 5–6                                          | أكتوبر 24–25                                       | أغسطس 12–13                                        |
| 118                                                | 120                                                | 122                                                | 124                                                | 126                                                |
| -------------------------------------------------- | -------------------------------------------------- | -------------------------------------------------- | -------------------------------------------------- | -------------------------------------------------- |
| يونيو 1, 2011                                      | مارس20, 2015                                       | يناير 6, 2019                                      | أكتوبر 25, 2022                                    | أغسطس 12, 2026                                     |
| 128                                                | 130                                                | 132                                                | 134                                                | 136                                                |
| يونيو 1, 2030                                      | مارس20, 2034                                       | يناير 5, 2038                                      | أكتوبر 25, 2041                                    | أغسطس 12, 2045                                     |
| 138                                                | 140                                                | 142                                                | 144                                                | 146                                                |
| مايو 31, 2049                                      | مارس20, 2053                                       | يناير 5, 2057                                      | أكتوبر 24, 2060                                    | أغسطس 12, 2064                                     |
| 148                                                | 150                                                | 152                                                | 154                                                | 156                                                |
| مايو 31, 2068                                      | مارس19, 2072                                       | يناير 6, 2076                                      | أكتوبر 24, 2079                                    | أغسطس 13, 2083                                     |
| 158                                                | 160                                                | 162                                                | 164                                                | 166                                                |
| يونيو 1, 2087                                      |                                                    |                                                    | أكتوبر 24, 2098                                    |                                                    |

## روابط خارجية
- رسومات ناسا
- خريطة تفاعلية للكسوف من وكالة ناسا
- www.solar-eclipse.de - متوسط التغطية السحابية والمدن على طول مسار الكسوف
- رسومات ناسا